# Dactylioglypha
Dactylioglypha is een geslacht van vlinders van de familie bladrollers (Tortricidae), uit de onderfamilie Olethreutinae.

## Soorten
- D. avita Diakonoff, 1973
- D. mimas Diakonoff, 1973
- D. pallens Diakonoff, 1973
- D. tonica (Meyrick, 1909)
- D. zonata Diakonoff, 1973